# Chiryū (Aichi)

Ubicación de Chiryū en la prefectura de Aichi.

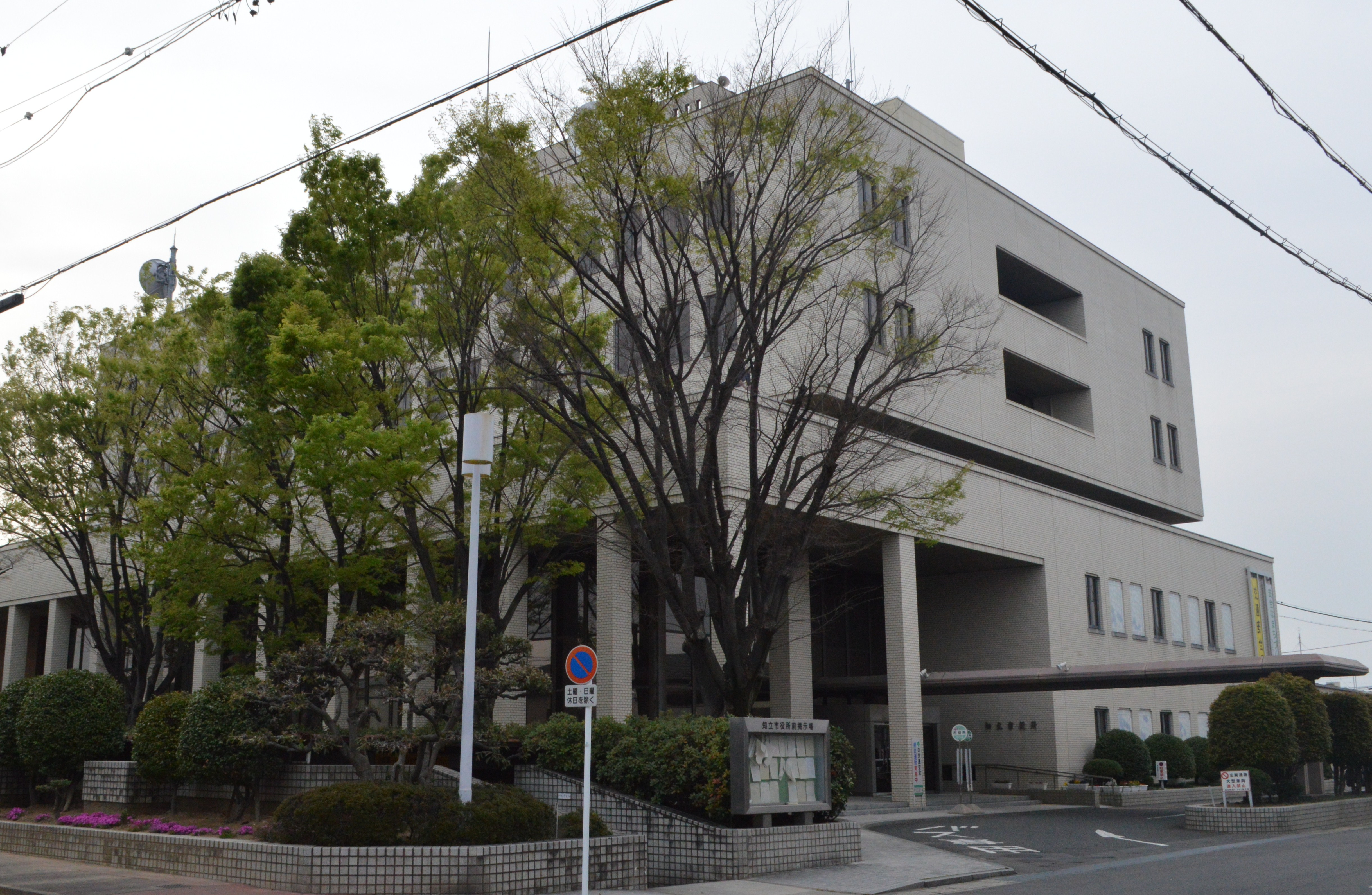
Ayuntamiento de la ciudad.

Chiryū (知立市 Chiryū-shi?) es una ciudad localizada en la prefectura de Aichi, Japón. La ciudad fue fundada el 1 de diciembre de 1970.

## Demografía
Para 2003, la ciudad tenía una población estimada de 64.239 habitantes y la densidad de población era de 3.931,40 personas por km². El área total es de 16,34 km². Su alcalde es Masayuki Honda(本多正幸).

## Geografía
- Altitud: 4 metros.
- Latitud: 35° 00' 00" N
- Longitud: 137° 01' 59" E

## Ciudades hermanas
- Wyndham, Victoria, Australia[3]